# Monodelphis dimidiata
Monodelphis dimidiata hay thú túi cây đuôi ngắn sườn vàng là một loài động vật có vú trong họ Didelphidae, bộ Didelphimorphia. Loài này được Wagner mô tả năm 1847.